# Вулиця Дудинської
Вулиця Дудинської — вулиця у місті Харків у Новобаварському районі.
Перша назва вулиці була Наріманова, була перейменована у 2016 році на Дудинської. Вулиця виникла у 1930-их роках. Первісно складалась з вулиці та майдану Наріманова, які в 1985 році об'єднали у вулицю.
1. ↑  Офіційний сайт міської ради Харкова (українська) . 2015-2016.